# جاستن هودجز
جاستن هودجز (بالإنجليزية: Justin Hodges)‏ هو لاعب دوري الرغبي أسترالي، ولد في 25 مايو 1982 في كيرنز في أستراليا.

## وصلات خارجية
- جاستن هودجز على موقع ItsRugby.co.uk (الإنجليزية)